# Anillodes debilis
Anillodes debilis är en skalbaggsart som beskrevs av Leconte 1853. Anillodes debilis ingår i släktet Anillodes och familjen jordlöpare. Inga underarter finns listade i Catalogue of Life.